# Killer Kamal
Killer Kamal (né en 1984 à Eindhoven aux Pays-Bas) est un rappeur néerlandais d'origine marocaine. Il a fait partie du groupe Youssef en Kamal entre 2004 et 2014. Ayant une voix modifiée, le rappeur est flouté et souvent encagoulé pour ne pas être reconnu dans ses clips.
Killer Kamal est longuement condamné par la justice néerlandaise après avoir publié des morceaux jugés antisémites comme sur le titre Fuck De Joden, homophobes comme sur le titre Zwemmel, racistes anti-noir et « violents » attaquant Geert Wilders. Dans le morceau Woensel, Killer Kamal se réjouit des attentats du 11 septembre 2001 et de l'organisation Al-Qaïda.
En janvier 2008, il est arrêté par la police néerlandaise après une course poursuite sur la A58 à Goirle. Killer Kamal est condamné à cinq ans de prison pour menace de mort envers le politicien Geert Wilders et est incarcéré dans la prison la plus haute sécurisée de l'Extra Beveiligde Inrichtingl,. Sur YouTube, toutes ses anciennes musiques sous Youssef en Kamal sont supprimés à la suite d'une pétition qui est mise en place contre le rappeur.
Sorti de prison en 2016, il retourne sur la scène néerlandaise sous nom de scène Killer Kamal. Ses clips récents font des millions de vues sur YouTube sous le nom de Teemong.

## Biographie

### Débuts
Kamal est issu d'une famille marocaine. Il grandit dans le quartier de Woensel dans la ville d'Eindhoven. Entre 2004 et 2014, il se fait connaître en compagnie de Youssef dans le groupe qu'ils ont fondé ensemble Youssef en Kamal. Ensemble, ils publient des morceaux parodies de manière satire attaquant des personnalités différentes, plus particulièrement l'homme politique Geert Wilders.

### Polémique sur des paroles racistes
En 2006, Killer Kamal, membre du duo Youssef en Kamal, entre en conflit avec le rappeur Negativ avec le titre Katoenplukker. Dans le morceau, Killer Kamal traite le rappeur avec des insultes racistes anti-noir. Une grande polémique fait alors surface aux Pays-Bas. Le rappeur Fresku s'incruste dans la polémique en traitant Killer Kamal de bon à rien.

### Le clip jugé d'une extrême violence
En 2007, Killer Kamal publie en featuring avec Youssef le titre Woensel Bitch. Les deux hommes sont cagoulés et floutés afin de ne pas être reconnus. Ils mettront dans le clip également des images de Opsporing Verzocht (Wanted Pays-Bas) où on y voit les deux hommes cagoulés en train de braquer une bijouterie, filmé par les caméras de surveillance. Ils montreront également les armes utilisés lors de ce braquage dans ce même clip. Dans la fin du clip, on y voit une personne ressemblant à Geert Wilders assis sur une chaise avec deux hommes autour de lui, lui égorgeant la tête dans une cave avec une scie. Le clip atteindra les 2 millions de vues et sera retiré par YouTube pour non-respect des conditions d'utilisation. La police néerlandaise fera de longues recherches afin d'identifier les deux rappeurs aux paroles racistes et antisémites.

### Retour sur la scène néerlandaise (depuis 2016)
Depuis 2008, Kamal a continué le rap sous le nom de Killer Kamal. À la suite d'une longue pause, il revient sur la scène néerlandaise en 2016 dans une session de rap au 101Barz. Teemong, ultra populaire aux Pays-Bas, est la personne avec qui Killer Kamal travaillera pour les réalisations de ses clips. Peu apprécié par la communauté néerlandaise, il est apprécié par la communauté allochtone résidente aux Pays-Bas (Marocains, Turcs et Surinamais).
En août 2021, un documentaire sur Killer Kamal intitulé Making a Mocro est réalisé par Mo Jouhri. Le journaliste ira à la recherche de plusieurs personnes ayant côtoyé le rappeur afin d'en savoir plus sur l'identité de Killer Kamal. Mo Jouhri se rendra compte que Killer Kamal est en réalité un personnage fictif autochtone qui joue le rôle d'un Néerlandais d'origine marocaine via ses clips.

## Discographie

### Albums en collaboration (avec Youssef)
- 2006 : De Kermis
- 2008 : Sebbat Life
- 2012 : Woensel

### Singles depuis 2016
- 2016 : Ik Vergeet Dit Niet
- 2016 : Volg Je Moeder
- 2016 : Testosteronbommen feat. Barz, MocroManiac, Fresku, et Pietju Bell
- 2017 : Lekker Dansen feat. Pietju Bell
- 2017 : Westside feat. Josylvio et 3robi
- 2017 : Whatspapin feat. Chahid, Kosso, Cedje et Lange Ritch
- 2017 : Hier
- 2017 : Saaf Slaaf
- 2018 : Mug feat. Pietju Bell
- 2018 : Natuur
- 2020 : Raqaqa & Recessie
- 2020 : Vaccin
- 2020 : Driewiller feat. Youssef

## Apparitions dans les clips
- 2017 : Bounce de Minitrapper
- 2017 : Gelukzoekers de Pietju Bell
- 2017 : Westside de Josylvo

### Documentaire
- 2021 : Reportage Making a Mocro diffusé sur VPRO Dorst[11].